# Melantkowate

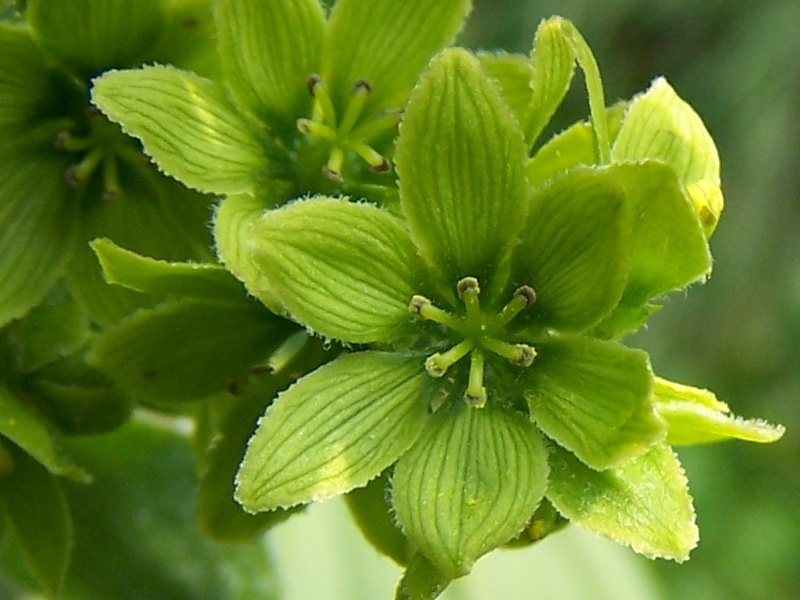
Veratrum lobelianum (podrodzina Melanthieae)

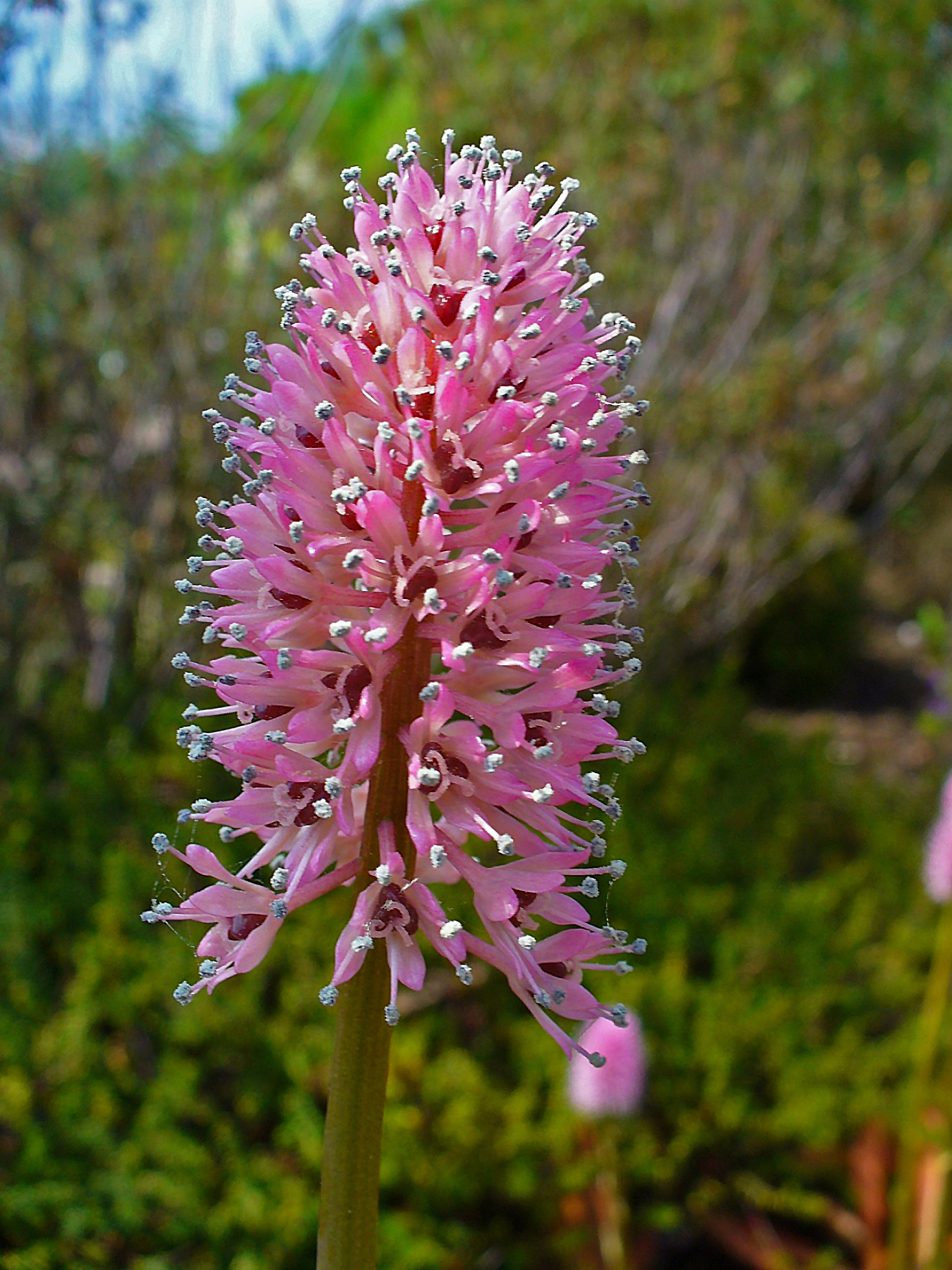
Helonias bullata (podrodzina Heloniadeae)

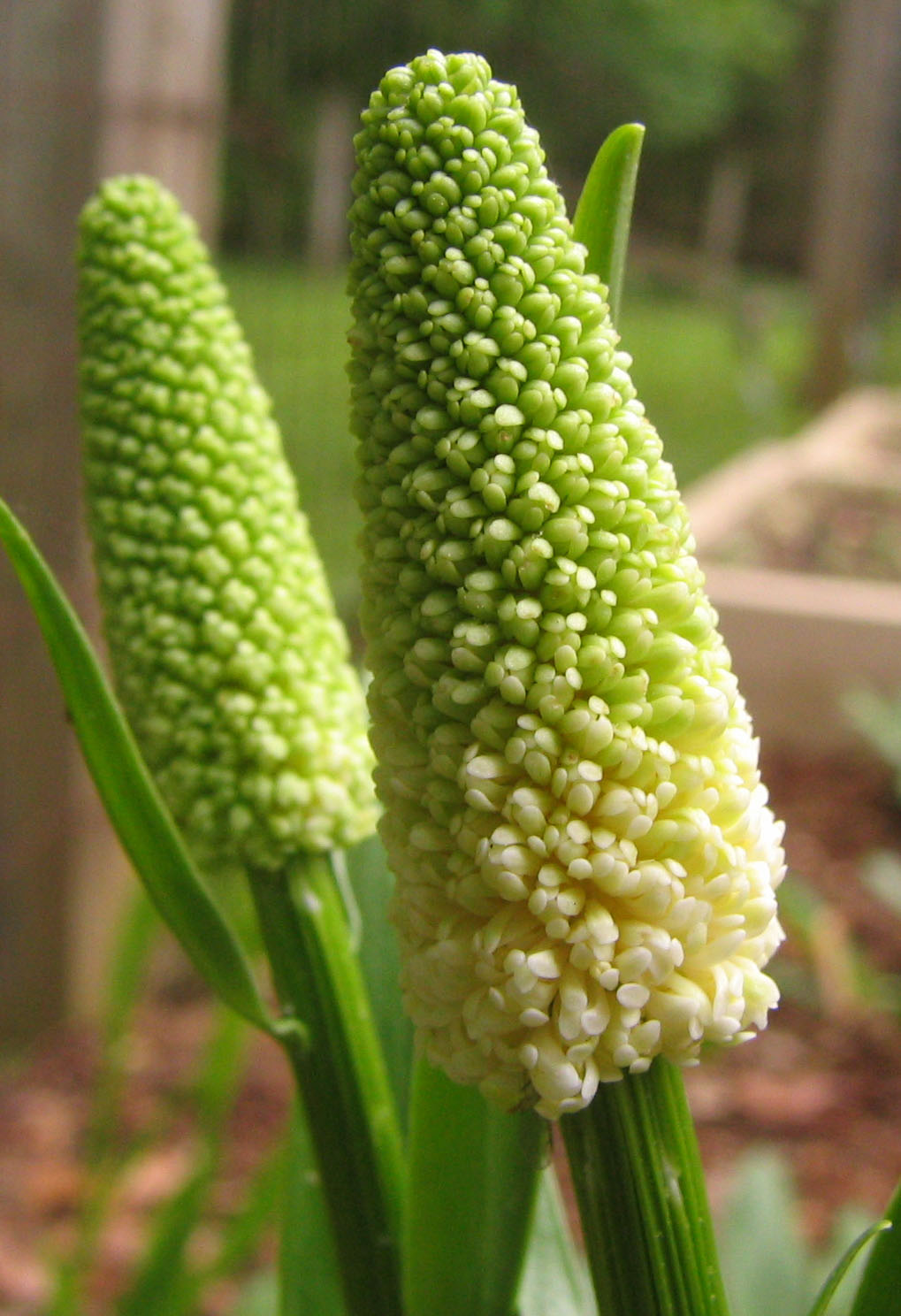
Chamaelirium luteum (podrodzina Chionographideae)

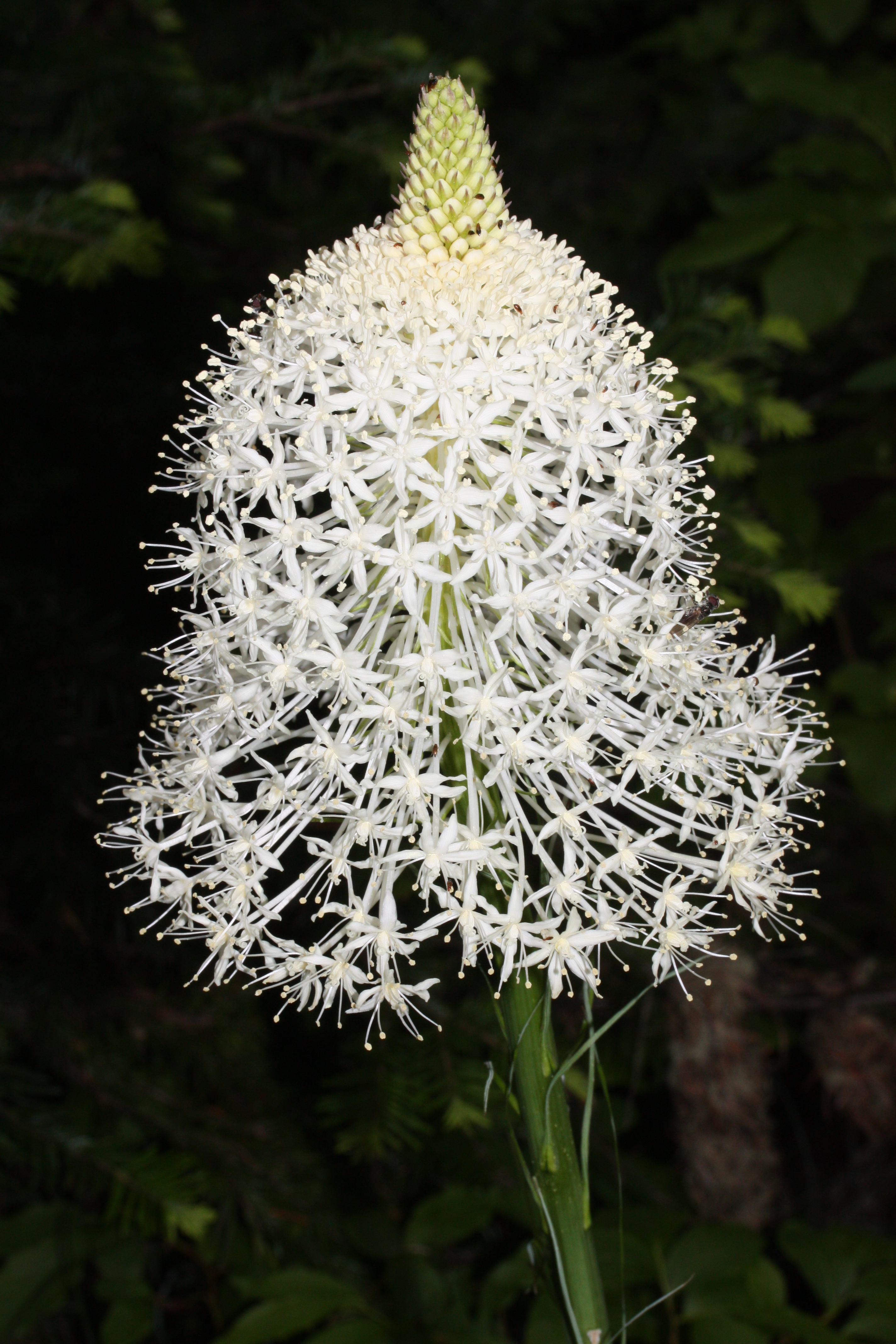
Xerophyllum tenax (podrodzina Xerophylleae)

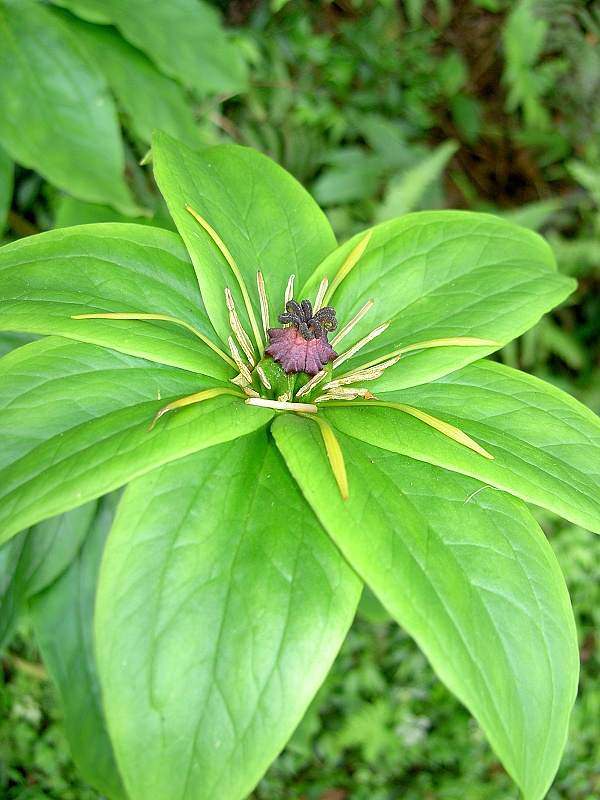
Paris polyphylla (podrodzina Parideae)

Melantkowate (Melanthiaceae Batsch) – rodzina roślin jednoliściennych należąca do rzędu liliowców. We florze Polski jej przedstawicielami są dwa rodzaje – ciemiężyca i czworolist. Zasięg geograficzny rodziny obejmuje obszary klimatu umiarkowanego półkuli północnej, sięgając w Ameryce po pasmo Andów w Ameryce Południowej. Z danych filogenetycznych wynika, że rodzina wyodrębniła się ok. 107 milionów lat temu, a podział na główne linie rozwojowe nastąpił 97 milionów lat temu. 

## Morfologia
PokrójRośliny zielne.
ŁodygaPęd podziemny zwykle w postaci grubego, krótkiego kłącza, rzadziej cebula lub bulwa. Pęd naziemny wzniesiony, zwykle zgrubiały u nasady, z liśćmi łodygowymi łuskowatymi lub właściwymi, niekiedy z włóknistymi pochwami liściowymi u nasady.
KorzenieWiązkowy system korzeniowy.
LiścieLiście właściwe wyłącznie łodygowe (np. u ciemiężycy), wyłącznie odziomkowe (np. u Schoenocaulon) lub obu typów. Ulistnienie skrętoległe. Blaszki liściowe szczecinowate do szeroko eliptycznych lub łopatkowych, u niektórych gatunków osiągające długość 50 cm, zimozielone lub opadające na zimę.
KwiatyRośliny andromonoetyczne, poligamiczne, gynodioetyczne, androdioetyczne lub dwupienne. Kwiaty zwykle podzalążniowe, rzadziej nadzalążniowe (niektóre gatunki ciemiężycy) lub wpół nadzalążniowe (niektóre gatunki Zigadenus i Stenanthium), lejkowate, miseczkowate do talerzykowatych, trzykrotne, promieniste (rzadziej grzbieciste, np. Chionographis), przysadkowe lub nie, pozbawione podkwiatków, zebrane w grono, rzadziej wiechę (Stenanthium), kłos (Schoenocaulon) lub baldachogrono (Heloniopsis). Okwiat położony w dwóch 3-listkowych okółkach. Listki okwiatu wolne lub zrośnięte u nasady, nitkowate do owalnych lub łopatkowatych, o długości do 2 cm, białe, zielone, żółte, różowe, czerwone, liliowe lub ciemnopurpurowo-brązowe. Miodniki niekiedy obecne. Pręciki położone w dwóch okółkach po trzy, wolne lub u nasady zrośnięte z listkami okwiatu. Nitki pręcików nitkowate do łopatkowatych. Główki pręcików lancetowate do niemal okrągłych, odwrotnie sercowatych, sercowatych lub podkówkowatych. Zalążnia jajowata do kulistej, zbudowana z 3 owocolistków, zrośniętych u nasady (Amianthium, Stenanthium) lub całkowicie (np. Ypsilandra, Heloniopsis), przechodząca w 3 zakrzywione szyjki, niekiedy zrośnięte w jeden, zakończone główkowatym znamieniem.
OwoceWąsko elipsoidalne, stożkowate lub kuliste torebki, zawierające równowąskie do elipsoidalnych nasiona, niekiedy płaskie lub kanciaste, lekko skrzywione lub szeroko oskrzydlone.

## Biologia i ekologia
RozwójRośliny wieloletnie, często zimozielone. Kwiaty zapylane są przez muchówki i błonkówki, jednak w przypadku niskiej aktywności owadów częsta jest również samopylność.
AnatomiaKora pierwotna korzeni pozbawiona jest miękiszu powietrznego, a w łyku nie występują włókna łykowe. Aparat szparkowy pozbawiony jest komórek przyszparkowych. U roślin z rodzaju Zigadenus obecne są płytki woskowe w warstwie kutykuli. W tkankach roślin z podrodzin Melanthieae i Xerophylleae oraz u niektórych Heloniadeae obecne są rafidy.
Interakcje z innymi gatunkamiDwa gatunki grzybów z rodzaju rdza pasożytują jedynie na roślinach z tej rodziny.
Cechy fitochemiczneU większości przedstawicieli tej rodziny obecne są alkaloidy sterolowe oraz saponiny steroidowe. Przedstawiciele rodzaju ciemiężyca zawierają również flawonoidy: luteloinę i apigeninę.
GenetykaLiczba chromosomów homologicznych u roślin zaliczanych do tej rodziny jest zróżnicowana. U roślin z podrodziny Zerophylleae wynosi x = 15, u Melanthieae x = 8, 10, 11, 16, a u Heloniadeae x = 12, 17, 21, 22. U ciemiężyc nierzadka jest poliploidalność. Szczególnie u Veratrum album subsp. oxysepalum spotyka się cytotypy o genomie 4x, 9x, 10x i 12x.

## Systematyka
Pozycja rodziny w obrębie liliowców według Angiosperm Phylogeny Website (aktualizowany system APG IV z 2016)
|  | korsjowate Corsiaceae |
|  |                       |
|  | Campynemataceae       |
|  |                       |

|  | Petermanniaceae                                                                               |
|  |                                                                                               |
|  | \| \| zimowitowate Colchicaceae \| \| \| \| \| \| krasnolicowate Alstroemeriaceae \| \| \| \| |
|  |                                                                                               |
|  | zimowitowate Colchicaceae                                                                     |
|  |                                                                                               |
|  | krasnolicowate Alstroemeriaceae                                                               |
|  |                                                                                               |

|  | zimowitowate Colchicaceae       |
|  |                                 |
|  | krasnolicowate Alstroemeriaceae |
|  |                                 |

|  | kolcoroślowate Smilacaceae                                    |
|  |                                                               |
|  | \| \| Philesiaceae \| \| \| \| \| \| Ripogonaceae \| \| \| \| |
|  |                                                               |
|  | Philesiaceae                                                  |
|  |                                                               |
|  | Ripogonaceae                                                  |
|  |                                                               |

|  | Philesiaceae |
|  |              |
|  | Ripogonaceae |
|  |              |

|  | kolcoroślowate Smilacaceae                                    |
|  |                                                               |
|  | \| \| Philesiaceae \| \| \| \| \| \| Ripogonaceae \| \| \| \| |
|  |                                                               |
|  | Philesiaceae                                                  |
|  |                                                               |
|  | Ripogonaceae                                                  |
|  |                                                               |

|  | Philesiaceae |
|  |              |
|  | Ripogonaceae |
|  |              |

|  | kolcoroślowate Smilacaceae                                    |
|  |                                                               |
|  | \| \| Philesiaceae \| \| \| \| \| \| Ripogonaceae \| \| \| \| |
|  |                                                               |
|  | Philesiaceae                                                  |
|  |                                                               |
|  | Ripogonaceae                                                  |
|  |                                                               |

|  | Philesiaceae |
|  |              |
|  | Ripogonaceae |
|  |              |

|  | kolcoroślowate Smilacaceae                                    |
|  |                                                               |
|  | \| \| Philesiaceae \| \| \| \| \| \| Ripogonaceae \| \| \| \| |
|  |                                                               |
|  | Philesiaceae                                                  |
|  |                                                               |
|  | Ripogonaceae                                                  |
|  |                                                               |

|  | Philesiaceae |
|  |              |
|  | Ripogonaceae |
|  |              |

|  | Petermanniaceae                                                                               |
|  |                                                                                               |
|  | \| \| zimowitowate Colchicaceae \| \| \| \| \| \| krasnolicowate Alstroemeriaceae \| \| \| \| |
|  |                                                                                               |
|  | zimowitowate Colchicaceae                                                                     |
|  |                                                                                               |
|  | krasnolicowate Alstroemeriaceae                                                               |
|  |                                                                                               |

|  | zimowitowate Colchicaceae       |
|  |                                 |
|  | krasnolicowate Alstroemeriaceae |
|  |                                 |

|  | kolcoroślowate Smilacaceae                                    |
|  |                                                               |
|  | \| \| Philesiaceae \| \| \| \| \| \| Ripogonaceae \| \| \| \| |
|  |                                                               |
|  | Philesiaceae                                                  |
|  |                                                               |
|  | Ripogonaceae                                                  |
|  |                                                               |

|  | Philesiaceae |
|  |              |
|  | Ripogonaceae |
|  |              |

|  | kolcoroślowate Smilacaceae                                    |
|  |                                                               |
|  | \| \| Philesiaceae \| \| \| \| \| \| Ripogonaceae \| \| \| \| |
|  |                                                               |
|  | Philesiaceae                                                  |
|  |                                                               |
|  | Ripogonaceae                                                  |
|  |                                                               |

|  | Philesiaceae |
|  |              |
|  | Ripogonaceae |
|  |              |

|  | kolcoroślowate Smilacaceae                                    |
|  |                                                               |
|  | \| \| Philesiaceae \| \| \| \| \| \| Ripogonaceae \| \| \| \| |
|  |                                                               |
|  | Philesiaceae                                                  |
|  |                                                               |
|  | Ripogonaceae                                                  |
|  |                                                               |

|  | Philesiaceae |
|  |              |
|  | Ripogonaceae |
|  |              |

|  | kolcoroślowate Smilacaceae                                    |
|  |                                                               |
|  | \| \| Philesiaceae \| \| \| \| \| \| Ripogonaceae \| \| \| \| |
|  |                                                               |
|  | Philesiaceae                                                  |
|  |                                                               |
|  | Ripogonaceae                                                  |
|  |                                                               |

|  | Philesiaceae |
|  |              |
|  | Ripogonaceae |
|  |              |

|  | korsjowate Corsiaceae |
|  |                       |
|  | Campynemataceae       |
|  |                       |

|  | Petermanniaceae                                                                               |
|  |                                                                                               |
|  | \| \| zimowitowate Colchicaceae \| \| \| \| \| \| krasnolicowate Alstroemeriaceae \| \| \| \| |
|  |                                                                                               |
|  | zimowitowate Colchicaceae                                                                     |
|  |                                                                                               |
|  | krasnolicowate Alstroemeriaceae                                                               |
|  |                                                                                               |

|  | zimowitowate Colchicaceae       |
|  |                                 |
|  | krasnolicowate Alstroemeriaceae |
|  |                                 |

|  | kolcoroślowate Smilacaceae                                    |
|  |                                                               |
|  | \| \| Philesiaceae \| \| \| \| \| \| Ripogonaceae \| \| \| \| |
|  |                                                               |
|  | Philesiaceae                                                  |
|  |                                                               |
|  | Ripogonaceae                                                  |
|  |                                                               |

|  | Philesiaceae |
|  |              |
|  | Ripogonaceae |
|  |              |

|  | kolcoroślowate Smilacaceae                                    |
|  |                                                               |
|  | \| \| Philesiaceae \| \| \| \| \| \| Ripogonaceae \| \| \| \| |
|  |                                                               |
|  | Philesiaceae                                                  |
|  |                                                               |
|  | Ripogonaceae                                                  |
|  |                                                               |

|  | Philesiaceae |
|  |              |
|  | Ripogonaceae |
|  |              |

|  | kolcoroślowate Smilacaceae                                    |
|  |                                                               |
|  | \| \| Philesiaceae \| \| \| \| \| \| Ripogonaceae \| \| \| \| |
|  |                                                               |
|  | Philesiaceae                                                  |
|  |                                                               |
|  | Ripogonaceae                                                  |
|  |                                                               |

|  | Philesiaceae |
|  |              |
|  | Ripogonaceae |
|  |              |

|  | kolcoroślowate Smilacaceae                                    |
|  |                                                               |
|  | \| \| Philesiaceae \| \| \| \| \| \| Ripogonaceae \| \| \| \| |
|  |                                                               |
|  | Philesiaceae                                                  |
|  |                                                               |
|  | Ripogonaceae                                                  |
|  |                                                               |

|  | Philesiaceae |
|  |              |
|  | Ripogonaceae |
|  |              |

|  | Petermanniaceae                                                                               |
|  |                                                                                               |
|  | \| \| zimowitowate Colchicaceae \| \| \| \| \| \| krasnolicowate Alstroemeriaceae \| \| \| \| |
|  |                                                                                               |
|  | zimowitowate Colchicaceae                                                                     |
|  |                                                                                               |
|  | krasnolicowate Alstroemeriaceae                                                               |
|  |                                                                                               |

|  | zimowitowate Colchicaceae       |
|  |                                 |
|  | krasnolicowate Alstroemeriaceae |
|  |                                 |

|  | kolcoroślowate Smilacaceae                                    |
|  |                                                               |
|  | \| \| Philesiaceae \| \| \| \| \| \| Ripogonaceae \| \| \| \| |
|  |                                                               |
|  | Philesiaceae                                                  |
|  |                                                               |
|  | Ripogonaceae                                                  |
|  |                                                               |

|  | Philesiaceae |
|  |              |
|  | Ripogonaceae |
|  |              |

|  | kolcoroślowate Smilacaceae                                    |
|  |                                                               |
|  | \| \| Philesiaceae \| \| \| \| \| \| Ripogonaceae \| \| \| \| |
|  |                                                               |
|  | Philesiaceae                                                  |
|  |                                                               |
|  | Ripogonaceae                                                  |
|  |                                                               |

|  | Philesiaceae |
|  |              |
|  | Ripogonaceae |
|  |              |

|  | kolcoroślowate Smilacaceae                                    |
|  |                                                               |
|  | \| \| Philesiaceae \| \| \| \| \| \| Ripogonaceae \| \| \| \| |
|  |                                                               |
|  | Philesiaceae                                                  |
|  |                                                               |
|  | Ripogonaceae                                                  |
|  |                                                               |

|  | Philesiaceae |
|  |              |
|  | Ripogonaceae |
|  |              |

|  | kolcoroślowate Smilacaceae                                    |
|  |                                                               |
|  | \| \| Philesiaceae \| \| \| \| \| \| Ripogonaceae \| \| \| \| |
|  |                                                               |
|  | Philesiaceae                                                  |
|  |                                                               |
|  | Ripogonaceae                                                  |
|  |                                                               |

|  | Philesiaceae |
|  |              |
|  | Ripogonaceae |
|  |              |

Pozycja w innych systemach
W dawniejszych systemach klasyfikacyjnych roślin okrytozalążkowych (wliczając w to jeszcze system Cronquista z 1981 roku) przedstawiciele tej rodziny zaliczani byli do rodziny liliowatych, jak się później okazało parafiletycznej. W systemie Reveala (1994-1999) oraz w systemie Takhtajana (2008) rodzina wyróżniona była w ramach monotypowego rzędu melantkowców (Melanthiales R. Dahlgre ex Reveal), nadrzędu Lilianae Takht., podklasy liliowych (Liliidae J.H. Schafn.) w klasie jednoliściennych (Liliopsida Brongn.), a opisane dalej plemiona podnoszone były do rangi rodzin. W ujęciu Reveala z lat 90. do rodziny zaliczone zostały głównie rodzaje stanowiące opisane dalej plemię Melianthieae, natomiast w systemie Takhtajana do rodziny zaliczone zostały 4 plemiona: Xerophylleae, Melanthieae, Heloniadeae i Chionographideae. W najnowszych systemach należące tu rośliny łączone są w randze rodziny w ramach rzędu liliowców (system APG, APG II, APG III, APG IV i system Reveala z 2007 r.), a do rodziny zaliczono w randze podrodziny Parideae dawny rząd trójlistowców (Trilliales).
Powiązania filogenetyczne w obrębie rodziny
Relacje filogenetyczne w obrębie rodziny pozostają niejasne i są wciąż przedmiotem intensywnych badań. Badania molekularne wykazały, że opisywane na podstawie cech morfologicznych rodzaje są w istocie taksonami parafiletycznymi i tworzą kompleksy (np. Veratrum-Melanthium, Zigadenus-Amianthium). 
Prawdopodobne powiązania filogenetyczne między plemionami melantkowatych:
|  | Heloniadeae (syn. Heloniadaceae J. Agardh)           |
|  |                                                      |
|  | Chionographideae (syn. Chionographidaceae Takhtajan) |
|  |                                                      |

|  | Xerophylleae (syn. Xerophyllaceae Takhtajan)                              |
|  |                                                                           |
|  | Parideae (syn. trójlistowate Trilliaceae Chevalier, Paridaceae Dumortier) |
|  |                                                                           |

|  | Heloniadeae (syn. Heloniadaceae J. Agardh)           |
|  |                                                      |
|  | Chionographideae (syn. Chionographidaceae Takhtajan) |
|  |                                                      |

|  | Xerophylleae (syn. Xerophyllaceae Takhtajan)                              |
|  |                                                                           |
|  | Parideae (syn. trójlistowate Trilliaceae Chevalier, Paridaceae Dumortier) |
|  |                                                                           |

|  | Heloniadeae (syn. Heloniadaceae J. Agardh)           |
|  |                                                      |
|  | Chionographideae (syn. Chionographidaceae Takhtajan) |
|  |                                                      |

|  | Xerophylleae (syn. Xerophyllaceae Takhtajan)                              |
|  |                                                                           |
|  | Parideae (syn. trójlistowate Trilliaceae Chevalier, Paridaceae Dumortier) |
|  |                                                                           |

|  | Heloniadeae (syn. Heloniadaceae J. Agardh)           |
|  |                                                      |
|  | Chionographideae (syn. Chionographidaceae Takhtajan) |
|  |                                                      |

|  | Xerophylleae (syn. Xerophyllaceae Takhtajan)                              |
|  |                                                                           |
|  | Parideae (syn. trójlistowate Trilliaceae Chevalier, Paridaceae Dumortier) |
|  |                                                                           |

Podział systematyczny
- podrodzina Melanthieae
  - Amianthium A.Gray – bezplamka
  - Anticlea Kunth
  - Melanthium L. (nazwa traktowana też jako synonim Veratrum s.l. po połączeniu rodzajów) – melantek
  - Schoenocaulon A.Gray – sabadyla
  - Stenanthium (A.Gray) Kunth – wartołka
  - Toxicoscordion Rydb.
  - Veratrum L. – ciemiężyca
  - Zigadenus Michx.

- podrodzina Heloniadeae
  - Helonias L. – wodzinczyn
  - Heloniopsis A.Gray
  - Ypsilandra Franch.

- podrodzina Chionographideae
  - Chamaelirium Willd.
  - Chionographis Maxim.

- podrodzina Xerophylleae
  - Xerophyllum Michx. – miądrzyga

- podrodzina Parideae
  - Paris L. – czworolist
  - Pseudotrillium S. B. Farmer
  - Trillium L. – trójlist